# Friedrich Brandes (Politiker)

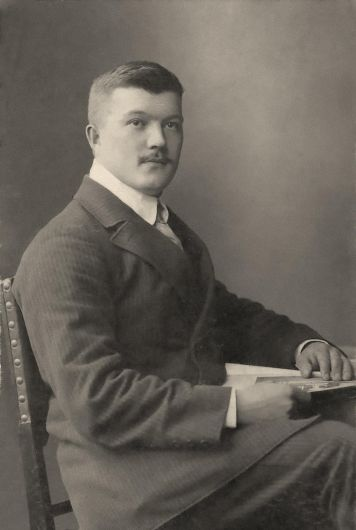
Fritz Brandes

Friedrich „Fritz“ Brandes (* 8. Oktober 1895 in Wendhausen; † 13. Dezember 1946 ebenda) war ein deutscher Politiker. Er war der erste frei gewählte Landrat des ehemaligen Landkreises Braunschweig nach dem Zweiten Weltkrieg. Nach der Befreiung durch die United States Army im April 1945 wurde der Sozialdemokrat als Bürgermeister in Wendhausen eingesetzt. Er wurde zudem in den Kreistag und zum Landrat berufen. Nach den Kreiswahlen im Oktober 1946 bestätigte der Kreistag Brandes einstimmig als Landrat. Er war schon vor 1933 als aufrechter Demokrat bekannt.

## Leben
Fritz Brandes besuchte die Volksschule in Wendhausen und erlernte anschließend den Beruf eines Tischlers. Später war er als Viehhändler tätig. Mit Kriegsbeginn im Jahr 1914 meldete sich Brandes freiwillig als Soldat. Geprägt durch den Schrecken des Ersten Weltkrieges trat er nach Kriegsende in die SPD ein. Im Jahr 1929 kam er in den Kreistag und wurde 1931 in den Gemeinderat von Wendhausen gewählt. Das Leitmotiv seines politischen Handelns: Er wollte nicht akzeptieren, dass es Menschen gab, die nichts besaßen und andere, die im Überfluss lebten. Bereits früh warnte er: „Wenn die Nazis an die Macht kommen, dann gibt es Krieg!“   
Nach der Machtübernahme der Nationalsozialisten wurde Fritz Brandes am Abend des 30. März 1933 von einem örtlichen Kommando der SA in Wendhausen in sogenannte „Schutzhaft“ genommen und im Volksfreund-Haus in Braunschweig schwer misshandelt und bedroht. Der Grund für die „Schutzhaft“, die bis zum 18. April 1933 andauerte: Brandes hatte stets klar seine Meinung geäußert – auch gegen die Nazis. Nach den Misshandlungen wurde er gezwungen, „freiwillig“ auf sein Kreistagsmandat zu verzichten. Brandes wurde bis 1935 polizeilich überwacht. Er unterhielt weiterhin private Kontakte zu anderen Sozialdemokraten.
Nach der Befreiung vom Nationalsozialismus am 11. April 1945 wurde Fritz Brandes wieder politisch aktiv. Rache an seinen Peinigern lehnte er ab: „Ich will kein Blut an den Händen haben“. Im Sommer 1945 machte er eine Aussage bei der Polizei zu den mutmaßlichen Tätern für seine Inhaftierung. Sie wurden dafür nie verurteilt. Fritz Brandes verstarb im Dezember 1946. Bis dahin engagierte er sich vor allem für die Unterbringung der Heimatvertriebenen. Die „Braunschweiger Zeitung“ würdigte ihn mit den Worten: „Damit verliert Braunschweig und die Sozialdemokratische Partei einen ihrer fähigsten Köpfe. Sein Leben war nur Arbeit und Kampf“.
Seine Tochter beschrieb ihn so: „Er war ein sehr streitbarer politischer Mensch. Er konnte gut mit Menschen umgehen und der Beruf eines Händlers lag ihm.“
An seinem 125. Geburtstag, dem 8. Oktober 2020, wurde für den ehemaligen Bürgermeister von Wendhausen und Landrat des ehemaligen Landkreises Braunschweig, Friedrich „Fritz“ Brandes, der von den Nationalsozialisten verfolgt wurde, eine Gedenktafel aufgestellt. Anwesend waren bei der Ehrung dieses mutigen Sozialdemokraten unter anderem seine Enkelin Brigitte Bothe, sein Enkel Jörg Brandes, Lehres Gemeindebürgermeister Andreas Busch, der ehemalige Niedersächsische Ministerpräsident Gerhard Glogowski (SPD), Anna Lamprecht vom Verein Braunschweigische Landschaft, der die Tafel finanziert hat, der stellvertretende Ortsbürgermeister Heinz-Gerhard Prenzel und der Initiator Uwe Otte.
Gerhard Glogowski wurde von der Lokalzeitung mit den Worten zitiert: „Friedrich Brandes war ein großartiger Mensch, er hat sein Leben für den Aufbau einer wehrhaften Demokratie aufs Spiel gesetzt.“ Bürgermeister Busch betonte, dass es „wichtig“ sei, „auch die positiven Beispiele aus dieser Zeit zu zeigen. Menschen eben, wie Friedrich Brandes einer war.“ 
Der SPD-Bundestagsabgeordnete Hubertus Heil hatte zur Aufstellung der Tafel ein Grußwort aus Berlin geschickt. Er nannte Fritz Brandes „ein(en) Mann, der unsere Region nachhaltig geprägt hat“. Er fügte hinzu, „dass wir stolz darauf sein können, einen weiteren wichtigen Ort der Erinnerung in unserer Heimat geschaffen zu haben.“
Uwe Otte verwies auf die aktuelle Bedeutung des politischen Handelns von Fritz Brandes. Der ehemalige Ratsherr der Gemeinde Lehre hat seit Jahren die Geschichte dieses mutigen Demokraten erforscht. Er regte als weiteren Schritt die Einrichtung einer Landrat-Brandes-Straße in der Gemeinde Lehre an, um eine zukunftsweisende Erinnerungskultur zu gestalten. Er war im Jahr 1995 bei einer Archivrecherche durch Zufall auf die „Schutzhaft“ von Fritz Brandes gestoßen. Ein erster Versuch zur Errichtung einer Gedenktafel scheiterte vor 10 Jahren an der Finanzierungsfrage. Seit November 2020 ist eine verkleinerte Kopie der Tafel für Fritz Brandes im Rathaus in Lehre zu sehen.